# Vortex polaire
Pour les articles homonymes, voir Vortex.

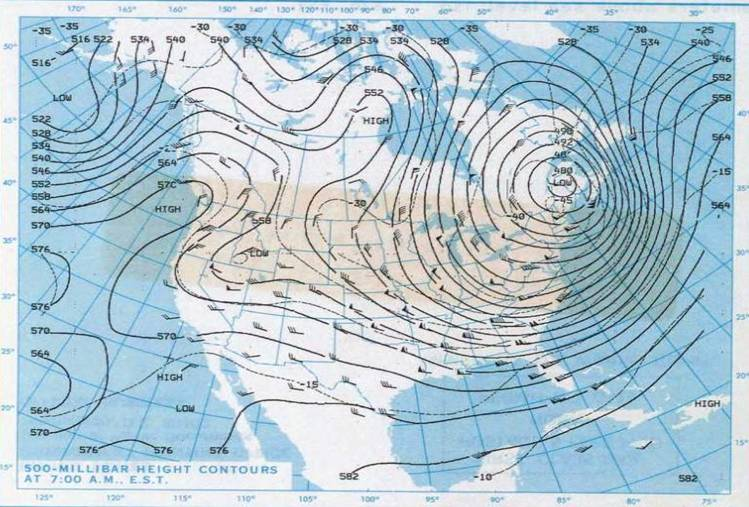
Descente du vortex polaire sur le Québec et le Maine au matin du 21 janvier 1985.

Un vortex polaire (ou tourbillon polaire,) est une dépression d'altitude tenace et de grande taille, localisée près d'un des pôles géographiques d'une planète. Sur Terre, ces centres dépressionnaires se forment dans la haute et moyenne troposphère et dans la stratosphère.
Ces zones de basse pression sont associées à un cœur d'air froid et donnent en surface des anticyclones thermiques dans le sillage d'un front polaire car lorsque la masse d'air se contracte et devient plus dense, elle exerce une forte pression sur le sol. Le vortex polaire s'intensifie en hiver et s'affaiblit en été parce qu'il dépend de l'écart thermique entre l'équateur et les pôles.

## Description
En général, le vortex ne dépasse pas 1 000 km de rayon et l'air au sein du tourbillon fait une rotation cyclonique, soit dans le sens anti-horaire dans l'hémisphère nord et dans le sens horaire dans l'hémisphère sud, sous l'effet de la force de Coriolis. Il y a deux centres de vortex arctique : l'un près de l'île de Baffin et l'autre au-dessus du Nord-est de la Sibérie, ce qui correspond respectivement au centre de l'anticyclone d'Amérique du Nord et à celui de l'anticyclone de Sibérie. Le vortex antarctique tend à se situer dans les environs de la plateforme de Ross, par 160° de longitude ouest, ce qui correspond au centre de l'anticyclone antarctique.
Puisque les tourbillons polaires sont également animés d'un mouvement descendant de la stratosphère jusque dans la troposphère moyenne, c'est un ensemble de couples altitude/pression qui est utilisé pour marquer sa position. La surface isobare de 50 hPa est le plus souvent utilisée pour identifier son emplacement stratosphérique. Certains météorologues utilisent des niveaux inférieurs, allant aussi bas que le niveau de pression de 500 hPa (environ 5 460 mètres au-dessus du niveau de la mer pendant l'hiver), pour identifier le vortex polaire. L'étendue des contours fermés de température potentielle au niveau de la tropopause peut être utilisée pour déterminer son intensité.

## Formation et variations
Les vortex polaires, comme leur nom indiquent, se forment près des pôles à partir de la différence de température entre l'équateur et les régions polaires. L'intensification et le déclin du vortex polaire sont donc entraînés par le mouvement des masses d'air et le transfert de chaleur dans la région polaire.
En été, l'ensoleillement est presque continuel au pôle et la différence de températures est donc moindre et localisée près de ce dernier. Le vortex y est donc à son plus faible et les cyclones extratropicaux qui migrent vers des latitudes plus élevées peuvent perturber le vortex en formant des dépressions coupées dans la masse d'air polaire. Ces tourbillons individuels peuvent persister pendant plus d'un mois.
En automne, la vitesse des vents circumpolaires augmente et le vortex polaire monte dans la stratosphère à mesure que la température descend au pôle avec la nuit devenant quasi-permanente. Il en résulte que l'air polaire forme une masse d'air de plus en plus cohérente, le vortex polaire. Au début de l'hiver, la différence de température est maximale et le vortex à son plus intense. Le noyau tourbillonnaire se refroidit ensuite, les vents diminuent et l'énergie du vortex diminue.
À la fin de l'hiver et au début du printemps, le vortex est à son plus faible et de grands fragments du dôme froid sous le vortex peuvent être détournés vers des latitudes plus basses par des systèmes météorologiques plus forts qui s'introduisent à partir de ces latitudes. Dans le niveau le plus bas de la stratosphère, de forts gradients de tourbillon potentiel persistent durant l'été et la majorité de cet air reste confiné près des pôles, bien après la dissolution du vortex dans la stratosphère.
Les éruptions volcaniques dans les tropiques peuvent aussi conduire à un vortex polaire plus fort pendant l'hiver, jusqu'à deux ans après l'événement. La force et la position du tourbillon polaire affectent la circulation atmosphérique sur une large région autour de lui. Un indice utilisé dans l'hémisphère nord pour mesurer son ampleur est la valeur de l'oscillation arctique.

### Affaiblissement soudain
La baisse soudaine d'activité hivernale du vortex polaire est un phénomène extrême, connu sous le nom de Réchauffement stratosphérique soudain (en anglais SSW), et associé à une hausse de température spectaculaire de la stratosphère (de l'ordre de 30 à 50 °C) en quelques jours. Une partie du vortex peut alors descendre vers les latitudes plus basses et amener son dôme d'air très froid avec lui. En hiver, un vortex polaire anormalement faible a ainsi des conséquences sur une grande partie de l'hémisphère nord. En effet, les températures moyennes sont globalement en dessous des normales dans les zones tempérées (Amérique du Nord et Eurasie) tandis qu'elles sont globalement supérieures aux normales au nord du cercle polaire Arctique.

### Variations arctiques et antarctiques
Normalement, le vortex arctique est allongé, avec deux centres cycloniques, l'un au-dessus de l'île de Baffin au Canada et l'autre au nord-est de la Sibérie. Lorsqu'il est à son plus intense en hiver, il n'y a qu'un seul centre. Le vortex est plus puissant en hiver, lorsque le gradient de température est le plus raide, et il peut se réduire considérablement voire disparaître en été.
Le vortex polaire antarctique est plus prononcé et persistant que l'arctique : la cause de ce phénomène provient de la distribution des terres et du relief dans l'hémisphère nord qui accentue le phénomène des ondes de Rossby, menant à une baisse d'activité du vortex tandis que, dans l'hémisphère sud relativement plat, aucun phénomène particulier ne vient déranger l'activité du vortex.

## Effets

### Climat

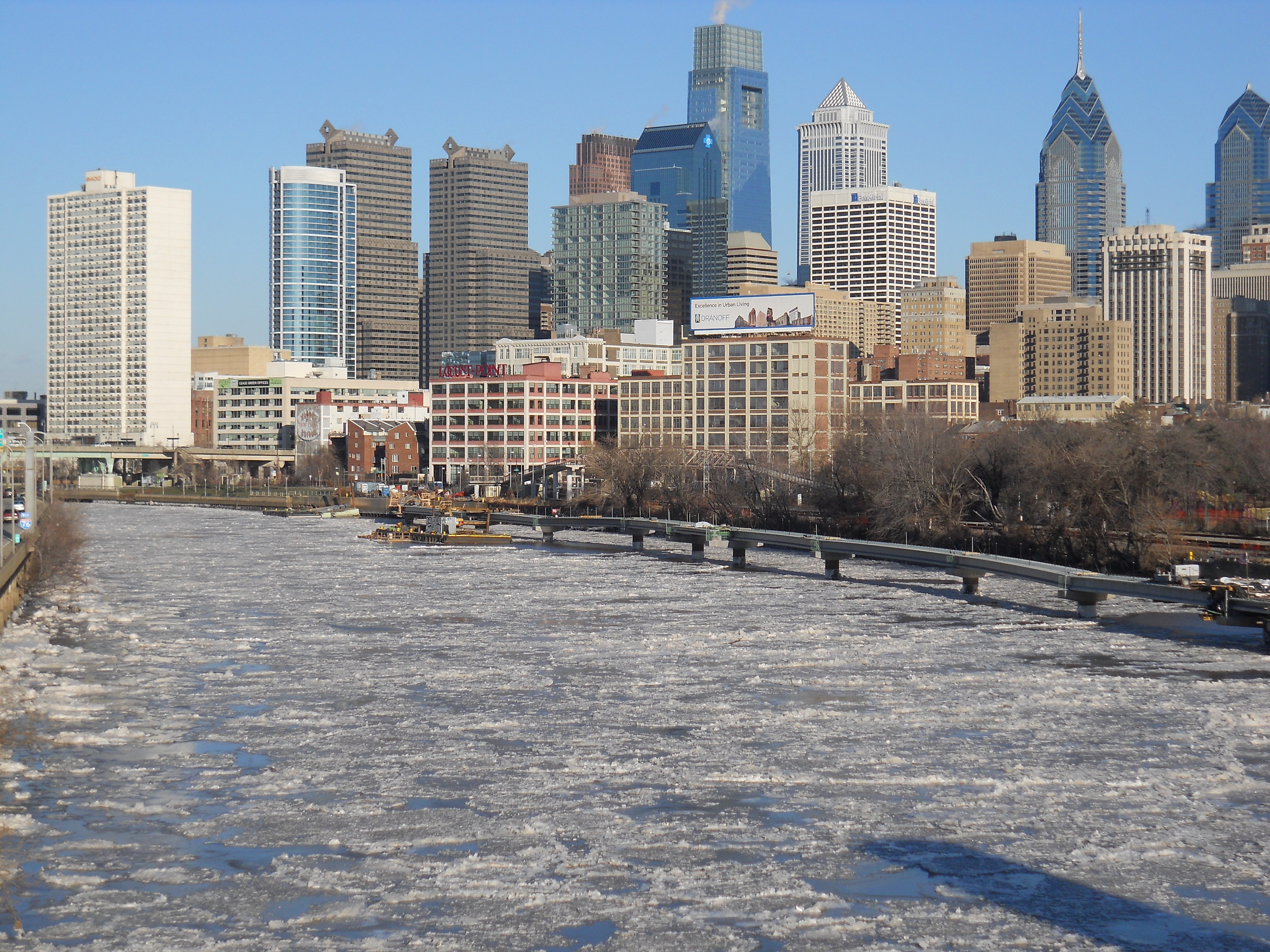
La Schuylkill, à Philadelphie, gelée par les températures glaciales lors de l'invasion du vortex polaire en 2014.

Une étude réalisée en 2001 a révélé que la circulation stratosphérique peut avoir des effets anormaux sur les régimes météorologiques. Les hivers avec un vortex polaire faible sont associés avec une descente de l'air glacial vers les basses latitudes. Ainsi la vague de froid de 2014 en Amérique du Nord fut causée par une descente du dôme arctique vers le Midwest américain, ce qui permit de battre plusieurs records de basses températures sur le centre et l'est de l'Amérique du Nord durant l'hiver 2013-2014, en particulier en janvier.
La même année, des chercheurs ont trouvé une corrélation statistique entre un vortex polaire faible et les concentrations de cas de rhume sévère dans l'hémisphère nord. Plus récemment, les scientifiques ont identifié des interactions avec le déclin de la banquise arctique, la réduction de la couverture de neige, les profils d'évapotranspiration, les anomalies de l'oscillation nord-atlantique (ONA) ou les anomalies météorologiques qui sont liées à la configuration du vortex polaire et du courant-jet,,,,,,,.
Les conclusions à long terme exigeront plusieurs décennies pour distinguer la variabilité naturelle des tendances climatiques. Cependant, l'hypothèse générale est que la réduction de la couverture de neige et de la glace de mer causés par le réchauffement climatique diminuent la réflexion de lumière solaire, ce qui augmente l'évapotranspiration, modifiant à son tour la distribution de pression et le gradient de température du vortex polaire, ce qui l'affaiblit. Cela devient évident lorsque l'amplitude des ondes de Rossby engendre des méandres importants dans le courant-jet ce qui permet un transport de l'air plus chaud au pôle nord et d'air polaire dans les basses latitudes. L'amplitude du courant-jet augmente avec un vortex polaire plus faible, donc augmente la probabilité de causer des blocages météorologiques. Un tel événement de blocage récent s'est produit quand un anticyclone a stationné au-dessus du Groenland et modifié la circulation de sorte que l'ouragan Sandy s'est dirigé vers la côte nord-est des États-Unis au lieu de suivre l'habituelle trajectoire vers l'Atlantique Nord.

### Baisse de l'ozone stratosphérique

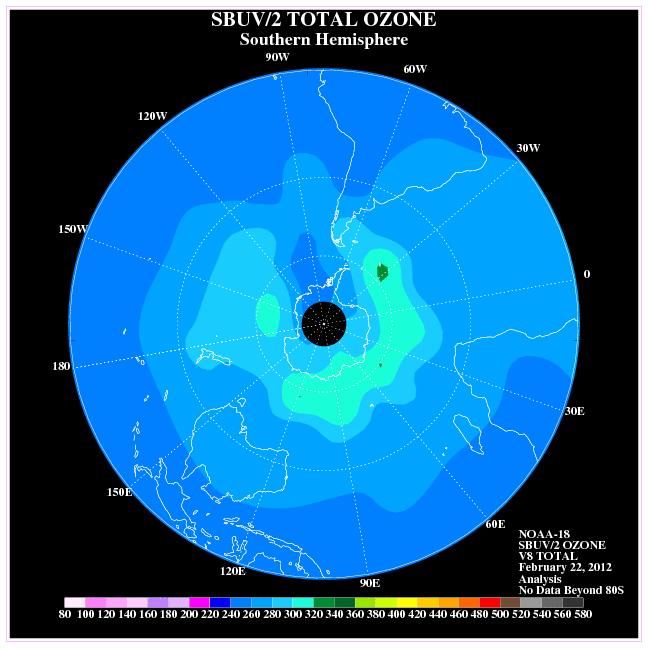
Concentration d'ozone le 22 février 2012 dans l'hémisphère sud.

Les réactions chimiques associées au vortex polaire antarctique causent une forte chute de la concentration en ozone. Le mécanisme suivant en est l'origine : l'acide nitrique contenu dans les nuages stratosphériques réagit avec les composés d'aérosols formant ainsi du chlore ce qui a pour effet de catalyser la destruction photochimique de l'ozone. Ces nuages ne peuvent se former qu'à des températures inférieures à environ −80 °C. Les concentrations de chlore augmentent ainsi pendant l'hiver polaire, et la destruction de l'ozone qui en résulte est plus grande quand la lumière du soleil revient au printemps avec l'augmentation de l'énergie solaire.
Étant donné qu'il y a un plus grand échange d'air entre l'Arctique et les latitudes moyennes, l'appauvrissement de la couche d'ozone au pôle nord est beaucoup moins sévère que dans le sud. En conséquence, la réduction saisonnière des niveaux d'ozone dans l'Arctique est généralement caractérisée par une « bosse d'ozone », alors que l'appauvrissement de la couche d'ozone plus sévère sur l'Antarctique est considéré comme un « trou dans la couche d'ozone ».
Ce phénomène est naturel mais l'activité humaine l'a amplifié. En effet la production d'oxydes d'azote par l'utilisation des combustibles fossiles a grandement augmenté la concentration d'acide nitrique nécessaire au phénomène.

## Vortex extra-terrestres

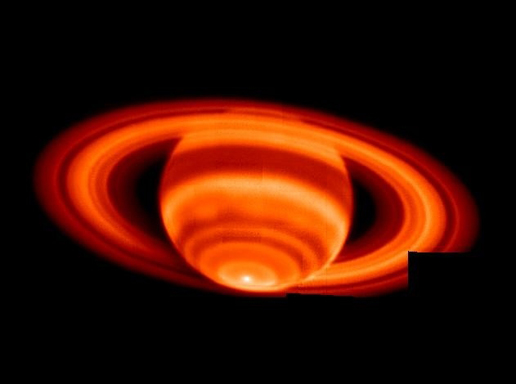
Vortex polaire sur Saturne.

D'autres planètes et lunes sont également connus pour avoir des vortex polaires, y compris Vénus (vortex double à un pôle), Mars, Jupiter, Saturne et la lune Titan de Saturne. Le pôle sud de Saturne est le seul à avoir un vortex polaire chaud dans le système solaire.